# تشارلتون توماس لويس
تشارلتون توماس لويس (بالإنجليزية: Charlton Thomas Lewis)‏ هو مترجم أمريكي، ولد في 25 فبراير 1834 في وست تشستر ‏ في الولايات المتحدة، وتوفي في 26 مايو 1904 في موريستاون في الولايات المتحدة.